# Эврар, Симона

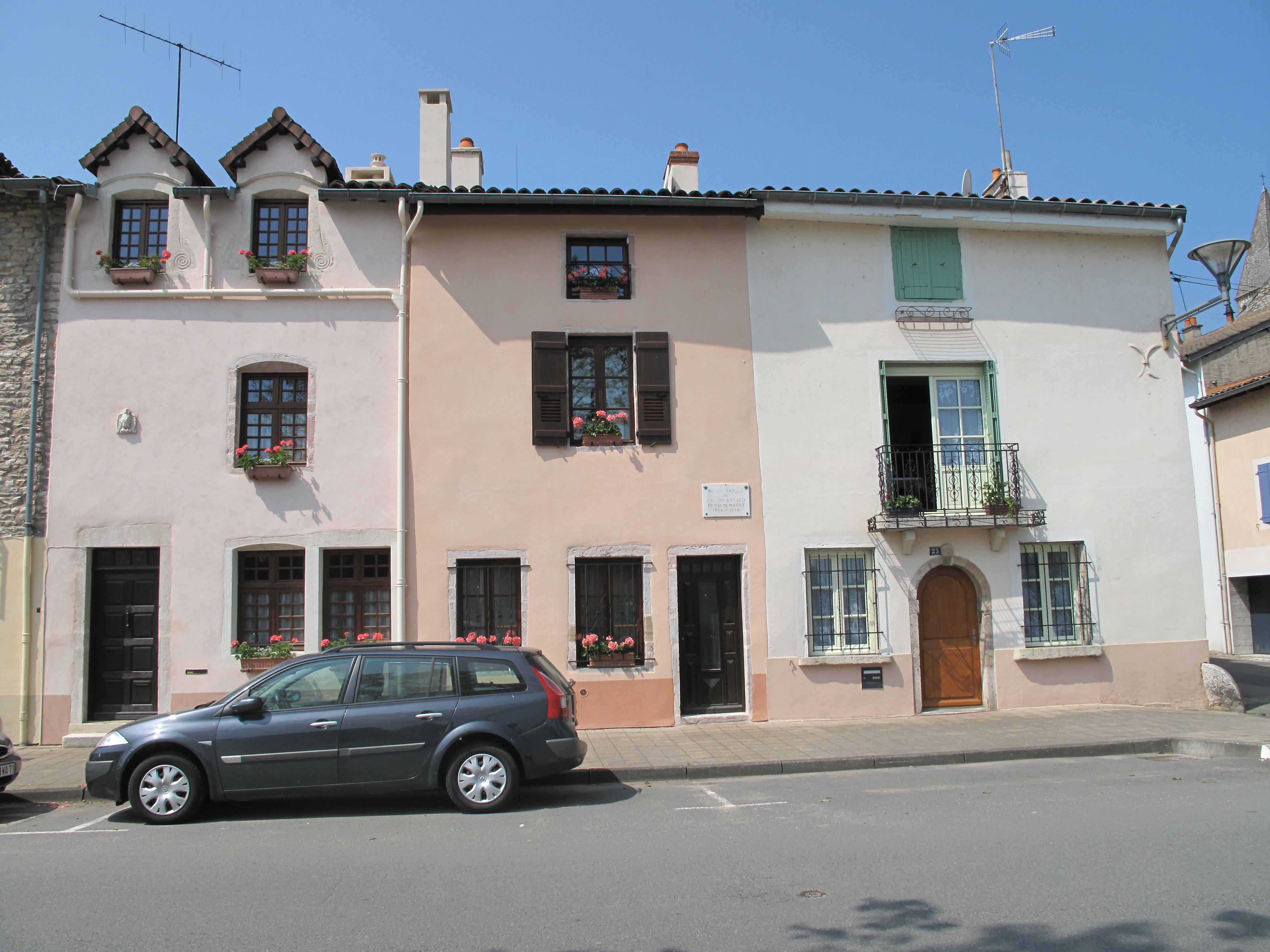
Дом семьи Эврар в Турню

Симо́на Эвра́р (фр. Simone Évrard) (6 февраля 1764, Турню — 24 февраля 1824, Париж) — участница Великой французской революции, сотрудница и возлюбленная Жан-Поля Марата.

## Биография
Корабельный плотник Николя Эврар женился вторым браком на Катерине Ларже, от которой имел трёх дочерей, старшей из которых была Симона. Так как он имел уже одну дочь от первого брака, таким образом в его доме оказалось четыре дочери. Кастелянша Пио привлекла Симону и её младших сестёр Этьеннету и Катерину в Париж. Недолго проработав в мастерской Пио, сёстры Эврар устроились фабрику, производящую часовые механизмы. До августа 1792 года они проживали на улице Сен-Оноре, 243.
Судьба свела Симону с Маратом в октябре 1791 года, когда он, преследуемый полицией Лафайета, искал убежища. В дом к сёстрам Эврар Марата привёл работник типографии, в которой выпускалась газета «Друг народа»; его звали Жан Антуан Корн и он считался женихом Катерины. Несколько недель неистовый обличитель «старого режима» провёл в квартире на улице Сен-Оноре и пленил сердце Симоны. Она стала его возлюбленной, сотрудницей и употребила все свои средства на содержание Марата и его газеты. Тогда ей было 27 лет, а ему 48.
Они (враги) надеялись, что Марат не выдержит стольких несчастий. Народ, твой добрый гений поступил иначе: он позволил, чтобы божественная женщина, душа которой походит на его душу, посвятила своё состояние и своё усердие спасению твоего Друга. Героическая женщина, прими славу, которую заслуживают твои добродетели! Да, мы все тебе обязаны. Воспламенённая божественным огнём Свободы, ты пожелала сохранить её наиболее горячего защитника; ты разделила его невзгоды; ничто не могло умерить твоего усердия; ты всем пожертвовала ради Друга народа, — писала о Симоне сестра Марата Альбертина.
Спасаясь от преследований, Марат был вынужден на время эмигрировать в Великобританию. Симона ссудила его деньгами. Перед отъездом он оставил возлюбленной записку:
Прекрасные качества мадемуазель Симоны Эврар покорили моё сердце, и она приняла моё поклонение. Я оставляю ей в виде залога моей верности на время путешествия в Лондон, которое я должен предпринять, священное обязательство — жениться на ней тотчас же после моего возвращения. Если вся моя любовь покажется ей недостаточной гарантией моей верности, то пусть измена этому обещанию покроет меня позором.
Париж, 1 января 1792. Жан-Поль Марат, Друг народа.
По возвращении из Лондона Марат не сдержал своего слова, но это ничуть не разъединило любовников. В одних документах Симона называет Марата своим братом, в других — супругом, хотя их брак так не был оформлен.
В августе 1792 года чета переехала в квартиру на улице Кордельеров, 30, причём договор на аренду жилья был заключён с Симоной, а не с нищим Маратом. Вместе с ними проживали сестра Марата Альбертина и младшая сестра Симоны — Катерина Эврар. В этой квартире Марат и был убит 13 июля 1793 года Шарлоттой Корде. Находившиеся в тот момент в квартире Симона и её сестра Катерина дали важные показания на процессе Корде в Революционном трибунале. В газетах Симону стали уважительно называть «вдовой Марата». По декрету Конвента она стала получать ежегодную пенсию в 610 ливров.

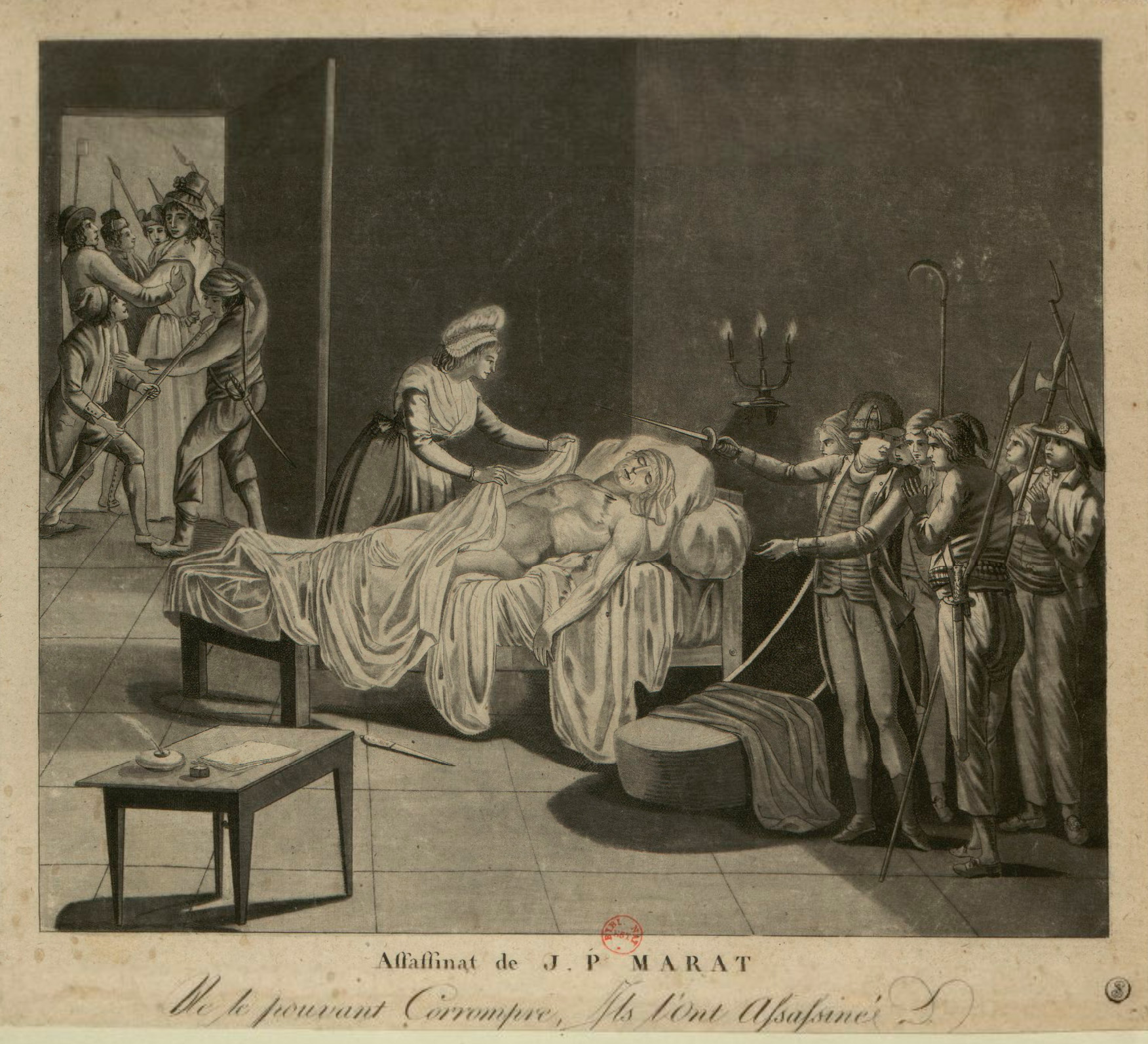
Убийство Марата. Гравюра 1793 г.

По просьбе Робеспьера 8 августа 1793 года Симона выступила в Конвенте против лидеров «бешеных» Ру и Леклерка, которые, по её словам, пытались примазаться к славе Марата, чтобы вредить правительству.
Граждане! Вы видите перед собою вдову Марата. Я явилась сюда вовсе не за тем, чтобы просить у вас награды, которую желала бы корысть или которую требовала бы моя бедность. Вдова Марата не нуждается ни в чём, кроме могилы. Но прежде чем найти там блаженное успокоение от мучений моей жизни, я пришла попросить вас осудить новые покушения, совершённые против памяти наиболее неустрашимого и наиболее оскорблённого защитника народа...
В марте 1795 года, во время Термидорианской реакции Симона была обвинена в пособничестве «террористической деятельности» Марата, арестована вместе с Альбертиной Марат (1758—1841) и несколько месяцев провела в тюрьме. В декабре 1800 года их обеих вновь заключили под стражу и допрашивали в связи с делом об «адской машине» (покушение на Бонапарта) и только после этого оставили в покое.
Снимая вместе с Альбертиной бедную квартирку в Париже, на улице Барией, Симона дожила до 60 лет и скончалась после трагического падения с лестницы в 1824 году.